# Cercidiphyllum
Cercidiphyllum — це рід, що включає два види рослин, обидва зазвичай називають кацура. Вони є єдиними представниками монотипної родини Cercidiphyllaceae. Рід походить з Японії та Китаю.

## Опис
Типовий вид, Cercidiphyllum japonicum, може досягати 45 м у висоту і є одним із найбільших листяних порід в Азії. Інший вид, Cercidiphyllum magnificum, набагато менший, рідко досягаючи понад 10 м у висоту. Cercidiphyllum випускає шпори вздовж своїх гілочок. Це короткі стебла з щільно розташованими листям. Листя диморфне. Згідно з нещодавнім описом, «короткі пагони мають широкосерцеподібні або ниркоподібні листя з пальчастими жилками з городчастими краями; довгі пагони мають листя від еліптичної до широкояйцеподібної форми з цілісними або тонкопильчастими краями».
Восени листя має сильний солодкуватий запах, який описують як карамельний. Запах походить від поєднання мальтолу та цукристої сполуки в листках і найсильніший, коли вони коричневі. 
Деревина часто використовується для виготовлення гобанів, тобто дощок для гри Го.

## Скам'янілості
Рід відомий зі скам'янілостей кінця крейди (маастрихту) Північної Америки та кайнозою Північної Америки, Європи та Азії.